# Fête de la Saint-Pierre

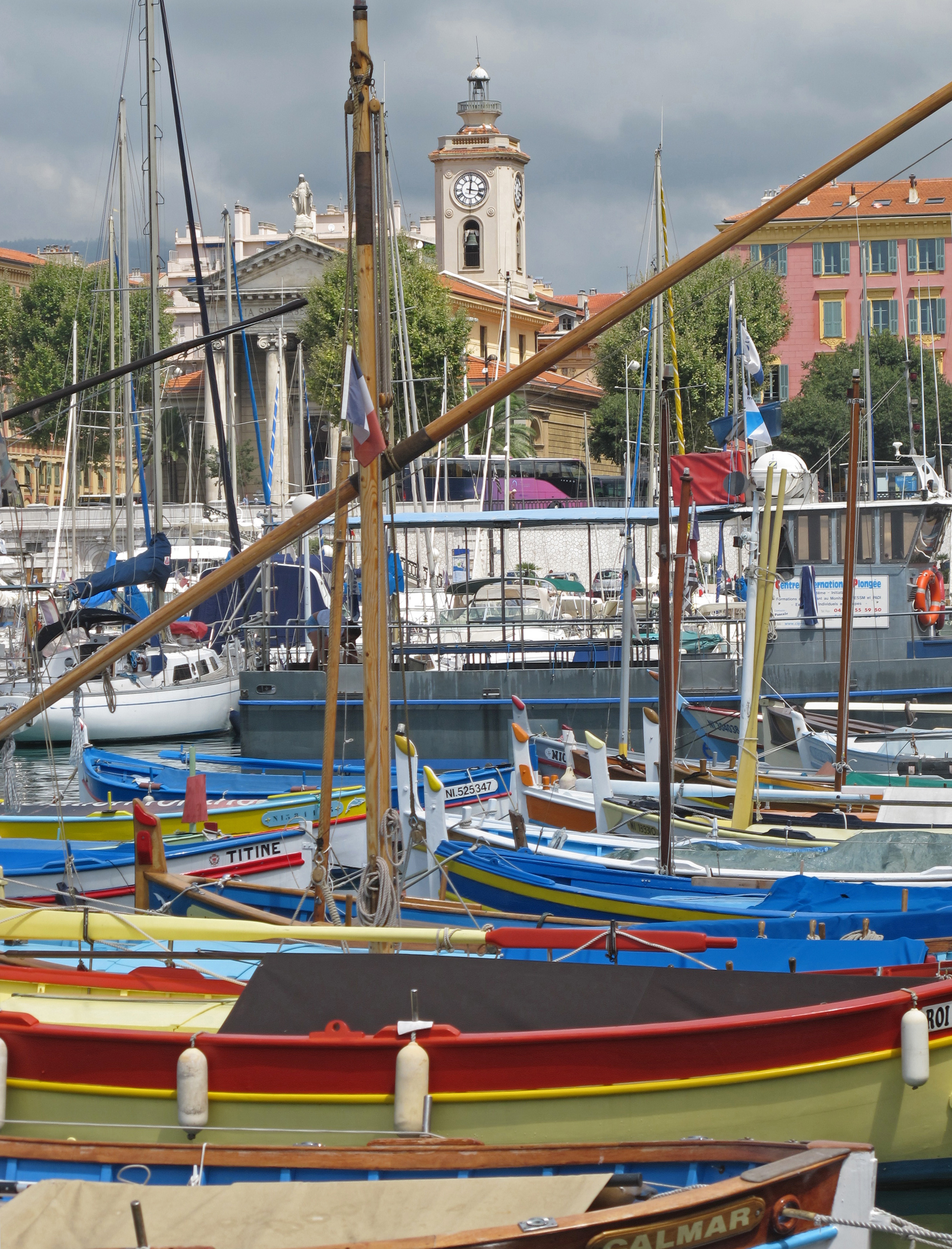
Le port de Nice avec l'église Notre-Dame-du-Port à l'arrière-plan.

La fête de la Saint-Pierre est une fête patronale organisée par les corporations de pêcheurs localisées entre Menton et Port-Vendres depuis le Moyen Âge. Chaque année, à la fin juin, les pêcheurs honorent saint Pierre, saint patron des pêcheurs, afin de demander son intercession pour avoir des pêches fécondes et pour se prémunir contre les intempéries ainsi que contre toutes les catastrophes en lien avec la pêche.

## À Nice
La fête de la Saint-Pierre, « Festa de San Peïre » en niçois, débute par une messe à l'église Notre-Dame-du-Port puis se poursuit par une procession des pêcheurs depuis l’église jusqu'au port rythmée par des musiques et des danses folkloriques. À leur tête se trouve la statue de Saint Pierre qui est ensuite embarquée sur un bateau. Des gerbes de fleurs sont déposées en mer en hommage aux marins et pêcheurs disparus. L'incinération symbolique d'une barque de pêcheur est le point d'orgue de la fête. Cette pratique était à l'origine solidaire : La barque du pêcheur le plus pauvre était brûlée et l'ensemble des pêcheurs se cotisaient pour lui en offrir une neuve. La fête s'achève par un bal populaire.